# خلل (ذمار)
خلل هي إحدى قرى الجمهورية اليمنية. تتبع جغرافيا لمحافظة ذمار وإداريًا لمديرية الحداء. يبلغ تعداد سكانها 1053 نسمة حسب الإحصاء الذي أجري عام 2004.